# Стряпунята
Стряпуня́та — село в Краснокамском районе Пермского края России.
Центр Стряпунинского сельского поселения. До создания муниципального образования был административно подчинён городу Краснокамску.
Расстояние до Перми 62 км.

## Палеонтология
В 2012 году возле села при прокладке траншеи для газопровода был обнаружен частичный скелет плейстоценового мамонта, переданный в экспозицию Краснокамского краеведческого музея.

## Инфраструктура
Улицы:
- Дальняя улица
- Заречная улица
- Зелёная улица
- Лесная улица
- улица Механизаторов
- улица Мира
- Молодёжная улица
- Набережная улица
- улица Нефтяников
- улица Новостройка
- Октябрьская улица
- Первомайская улица
- Полевая улица
- Садовая улица
- Северокамская улица
- Советская улица
- Совхозная улица
- Транспортная улица
- улица Труда
- улица Турбина
- Уральская улица
- улица Энтузиастов